# El fin de la muerte
El fin de la muerte (título original en chino, 死神永生; pinyin, Sǐshén yǒngshēng; literalmente, ‘Muerte inmortal’) es una novela de ciencia ficción del escritor Liu Cixin publicada en 2010.  Es la secuela del premio Hugo a la mejor novela El problema de los tres cuerpos y de El bosque oscuro en la trilogía titulada El recuerdo del pasado de la Tierra (en chino, 地球往事; pinyin, Dìqiú wǎngshì), pero generalmente se refiere a la serie de libros por el título del primero.
La traducción de la novela al inglés realizada por el escritor Ken Liu para Tor Books en 2016 estuvo nominada para el premio Hugo a la mejor novela. En 2018 fue publicada en español por Ediciones B dentro de su colección Nova.

## Premios y nominaciones
| Premios                                                 |          |
| ------------------------------------------------------- | -------- |
| 2017 Premio Hugo a la mejor novela                      | Nominada |
| 2017 Premio Locus a la mejor novela de ciencia ficción  | Premiada |
| 2017 Premio Dragon a la mejor novela de ciencia ficción | Nominada |